# Гимназия № 23 (Минск)
Гимна́зия № 23 (официальное название ГУО «Гимназия с белорусским языком обучения» № 23 г. Минска) — одно из самых старых образовательных учреждений Минска. Обучение ведется на белорусском языке. 18 июня 2002 года преобразована в гимназию из средней школы.

## История
В 1936—1947 годах в помещении школы размещалось лётное училище, в котором с 1947 по 1955 годы функционировала женская 10-летняя школа № 23 Ворошиловского района г. Минска. С 1955 года принимали юношей. С 1984 года в школе открыты классы с уклоном в хоккей и плавание.
С 1955 года начал вводиться белорусский язык обучения.
18 июня 2002 года получен статус гимназии. В 2002 года был открыт музей истории Советского района.
С 1951 по 2007 годы учебное заведение окончили 3747 учеников, 77 из них с золотой медалью, 126 с серебряной.
В гимназии с первого класса изучается английский и китайский язык. В 2013 году учащиеся гимназии участвовали в международном конкурсе знания китайского языка и посетили китайскую школу в городе Таньшань.
В октябре 2015 года китайская компания «ZTE» передала гимназии электронное оборудование для улучшения качества обучения.
По данным 2017 года в школе учится 433 человека.

## Директоры
- 1945-1952 — Георгий Левонов
- 1952-1969 — Семён Киселевич
- 1969-1978 — Тамара Ляхова
- 1978-1987 — Владимир Лепёшкин
- 1987-2000 — Лариса Леоненко
- 2000-2014 — Нина Никитина
- С 2014 — Ирина Пасюкевич[11]